# David Zepeda
Pour les articles homonymes, voir Zepeda.
David Anastasio Zepeda Quintero (né à Nogales, Sonora au Mexique le 19 septembre 1973), est un acteur, chanteur et mannequin mexicain.

## Filmographie

### Film
- 2004 : Desnudos : Julio

### Telenovelas
- 1999 : Marea Brava (TV Azteca) : Marcos
- 2000 : Ellas, inocentes o culpables (TV Azteca)
- 2001-2002 : Como en el cine (TV Azteca) : Paco
- 2004-2005 : La heredera (TV Azteca) : Fabián
- 2004-2006 : Los Sánchez (TV Azteca) : Omar[1]
- 2006-2007 : Amores cruzados (Caracol Televisión/TV Azteca) : Diego[2]
- 2007 : Acorralada (Venevision) : Maximiliano Irazabal [3]
- 2009 : Sortilegio (Televisa) : Bruno Albeniz[4]
- 2010 : Soy tu dueña (Televisa) : Alonso Peñalvert[5]
- 2011 : La force du destin (La fuerza del destino) (Televisa) : Iván
- 2012 : Abismo de pasión (Televisa) : Damián Arango
- 2013 : Mentir para vivir (Televisa) : Ricardo Sánchez-Fernandez Bretón[6]
- 2014 - 2015 : Hasta el fin del mundo : Salvador Cruz, dit Chava[7]
- 2016 : Tres veces Ana (Televisa) : Ramiro Fuentes
- 2018 : Por amar sin ley (Televisa) : Ricardo Bustamante[8]
- 2020 : La Doña 2 (Telemundo) : José Luis Navarete
- 2021-2022 : Mi fortuna es amarte (Televisa) : Vicente Ramírez «Chente»

### Séries et unitaires
- 2002 : American Family: Journey of Dreams (PBS)
- 2002 : The Shield (FX) : Orlando
- 2002 : Buffy contre les vampires (FOX, 2002) : Carlos
- 2002 : Boston Public (FOX) : Rob
- 2003 : Grounded for Life (FOX)
- 2003 : 10-8: Officers on Duty (ABC) : Denny Chestnut
- 2004 : Monk (USA Network, 2004) : José Alvarez
- 2004 : ER (NBC)
- 2004 : Eve (UPN) : Mesero

## Théâtre
- 2010 : Sortilegio, el show : Bruno Albeniz
- 2010 : Perfume de gardenias : Ricardo Cordero
- 2015 : Divorciémonos mi amor : Alejandro